# Contea di Jishan
La contea di Jishan (稷山县S, Jìshān XiànP) è una contea della Cina, situata nella provincia dello Shanxi e amministrata dalla prefettura di Yuncheng.